# Киргизки
Кирги́зки (рос. Киргизки, башк. Ҡырғыҙ) — присілок у складі Дюртюлинського району Башкортостану, Росія. Входить до складу Учпілинської сільської ради.
Населення — 75 осіб (2010; 82 у 2002).
Національний склад:
- росіяни — 71 %